# Zhuge Liang

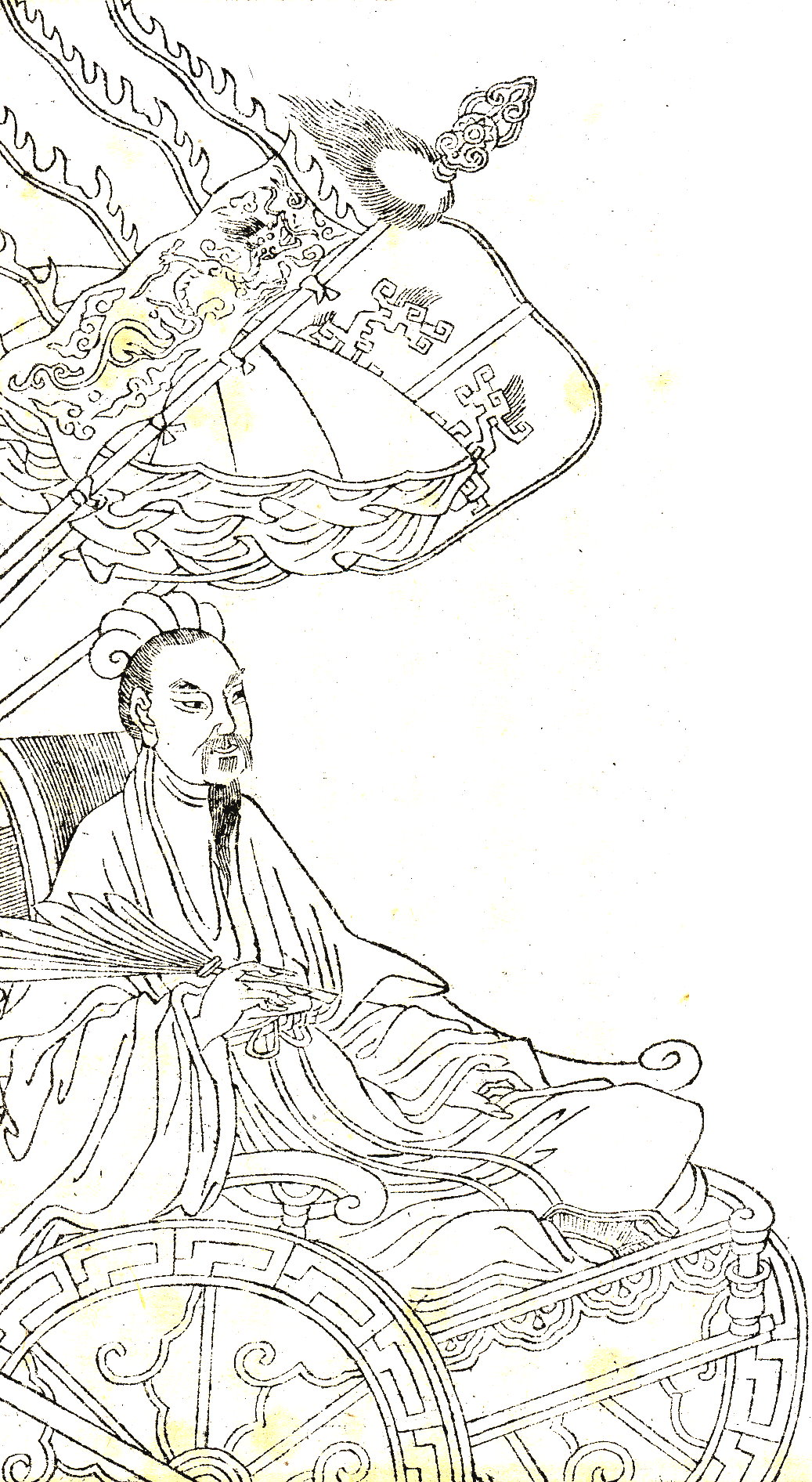
En bild från början av förra seklet som visar Zhuge Liang i sin rullstol med sin solfjäder av fjädrar.

Zhuge Liang (诸葛亮), kallas även för sitt stilnamn Kongming (孔明), född i Yinan i dagens Shandong 181, död i nuvarande Shaanxi 234, strateg, diplomat och kansler (丞相, det högsta ämbetet i den forna Kina, ungefär som dagens premiärminister), i tjänst hos Liu Bei, är hyllad som Kinas genom tiderna mest framstående begåvning. 
För senare generationer främst känd genom 1400-talsromanen Sagan om de tre kungarikena. Hans skicklighet överträffades nästan aldrig, med undantag av hans rival Sima Yi. Liu Bei och hans två svurna bröder Zhang Fei och Guan Yu ärade honom genom tre besök vid Zhuge Liangs hus. Under de två första besöken råkade Zhuge Liang vara upptagen på annan ort, men på det tredje var Zhuge Liang hemma. Liu Bei lyckades övertala Zhuge att gå med i hans styrkor som strateg. Inom kort gav Zhuge Liang en mästerstrategi till Liu Bei. Planen var uppdelad i fem steg - 1. Att alliera sig med krigsherren Sun Quan 2. Att försvaga krigsherren Cao Cao 3. Att erövra Jiang Ling, Nan Zhong, Nanjun och Yi Shu 4. Se till att riket delas i tre mellan: Cao Cao, Sun Quan och Liu Bei 5. Gifta bort Sun Quans syster med Liu Bei och sedan besegra Cao Cao. (När Cao Cao väl var besegrad trodde Zhuge Liang att Sun Quan skulle kapitulera till Liu Bei).